# Liste des recteurs et vice-recteurs d'académie en France
Cette page dresse la liste des actuels recteurs et vice-recteurs d'académie y compris le recteur, directeur général du centre national d'enseignement à distance (CNED), dans le système éducatif français.

## Recteurs
Dans chaque région académique, regroupant plusieurs académies, un recteur de région académique est nommé parmi les recteurs de la région. Il dispose de pouvoirs propres et garantit, avec l'appui des autres recteurs, l’unité et la cohérence de la parole de l’État dans les champs de compétences intéressant la région. Il est l’interlocuteur unique du conseil régional et du préfet de région.
Dans les neuf régions comprenant plusieurs académies, le recteur de région académique préside un comité régional académique où siègent les autres recteurs de la région. Cette instance permet d’harmoniser, dans la région académique, les politiques publiques de l’Éducation nationale, de la Recherche et de l’Enseignement supérieur menées dans la région. Les recteurs d’académie demeurent responsables de l’organisation des services de l’Éducation nationale dans leur académie, en cohérence avec les décisions prises en comité régional académique.
Les recteurs des neuf régions comprenant plusieurs académies sont ceux des académies d’Aix-Marseille, Besançon, Bordeaux, Caen, Lille, Lyon, Montpellier, Nancy-Metz et Paris.
Le décret no 2017-1543 du 6 novembre 2017 relatif aux attributions des recteurs de région académique permet la nomination d’un recteur sur plusieurs académies d’une même région académique.
| Académie         | Recteur                      | Nomination       |             |
| ---------------- | ---------------------------- | ---------------- | ----------- |
| Aix-Marseille    | Benoit Delaunay              | 31 mai 2024      | [ JORF 1 ]  |
| Amiens           | Pierre Moya                  | 13 juillet 2023  | [ JORF 2 ]  |
| Besançon         | Nathalie Albert-Moretti      | 15 mars 2022     | [ JORF 3 ]  |
| Bordeaux         | Anne Bisagni-Faure           | 24 juillet 2019  | [ JORF 4 ]  |
| Clermont-Ferrand | Karim Benmiloud              | 24 juillet 2019  | [ JORF 5 ]  |
| Corse            | Remi Decout Paolini          | 16 juillet 2024  | [ JORF 6 ]  |
| Créteil          | Julie Benetti                | 19 juillet 2023  | [ JORF 7 ]  |
| Dijon            | Mathilde Gollety             | 23 octobre 2024  |             |
| Grenoble         | Hélène Insel                 | 5 février 2020   | [ JORF 8 ]  |
| Guadeloupe       | Christine Gangloff-Ziegler   | 29 juillet 2020  | [ JORF 9 ]  |
| Guyane           | Philippe Dulbecco            | 14 juillet 2022  | [ JORF 10 ] |
| Lille            | Valérie Cabuil               | 14 février 2018  | [ JORF 11 ] |
| Limoges          | Carole Drucker-Godard        | 25 novembre 2020 | [ JORF 12 ] |
| Lyon             | Anne Bisagni-Faure           | mars 2025        | [ JORF 13 ] |
| Martinique       | Nathalie Mons                | 16 mars 2022     | [ JORF 14 ] |
| Mayotte          | Valérie DEBUCHY              | 12 juin 2025     | [ JORF 15 ] |
| Montpellier      | Sophie Béjean                | 5 février 2020   | [ JORF 16 ] |
| Nancy-Metz       | Pierre-François Mourier      | 23 octobre 2024  |             |
| Nantes           | Katia Béguin                 | 13 juillet 2022  | [ JORF 17 ] |
| Nice             | Natacha Chicot               | 13 juillet 2022  | [ JORF 18 ] |
| Normandie        | Christine Gavini-Chevet      | 8 janvier 2020   | [ JORF 19 ] |
| Orléans-Tours    | Jean-Philippe Agresti        | 26 juin 2024     | [ JORF 20 ] |
| Paris            | Bernard Beignier             | 3 avril 2024     | [ JORF 21 ] |
| Poitiers         | Frédéric Perissat            | 23 octobre 2024  |             |
| Reims            | Vincent Stanek (d)           | 30 août 2023     | [ JORF 22 ] |
| Rennes           | Emmanuel Ethis               | 1er avril 2019   | [ JORF 23 ] |
| La Réunion       | Rostane Mehdi                | 23 octobre 2024  |             |
| Strasbourg       | Olivier Klein                | 26 juin 2024     | [ JORF 24 ] |
| Toulouse         | Mostafa Fourar               | 22 juillet 2020  | [ JORF 25 ] |
| Versailles       | Étienne Champion (d)         | 24 juillet 2023  | [ JORF 26 ] |
| CNED             | Olivier Guiard (par intérim) | 10 juillet 2024  | [ JORF 27 ] |

## Vice-recteurs
En France, le vice-recteur est le responsable d'un service déconcentré de l'État qui dans certaines collectivités d'outre-mer françaises assure l'administration de l'Éducation nationale. Historiquement, les vice-recteurs étaient placés sous l'autorité d’un recteur d'académie situé en métropole, d'où le titre de vice-recteur. En 2010, les vice-recteurs sont placés sous l'autorité du représentant de l'État dans l'entité d'outre-mer. 
| Collectivité        | Vice-recteur       | Nomination    |             |
| ------------------- | ------------------ | ------------- | ----------- |
| Nouvelle-Calédonie  | Didier Vin-Datiche | 25 mai 2023   | [ JORF 28 ] |
| Polynésie française | Thierry Terret     | 22 août 2022  | [ JORF 29 ] |
| Wallis-et-Futuna    | Régine Vigier      | 1er août 2022 | [ BOEN 1 ]  |